# Cabo San Francisco
Cabo San Francisco ist eine Ortschaft und eine Parroquia rural („ländliches Kirchspiel“) im Kanton Muisne der ecuadorianischen Provinz Esmeraldas. Die Parroquia besitzt eine Fläche von 188,56 km². Die Einwohnerzahl lag im Jahr 2010 bei 2809.

## Lage
Die Parroquia Cabo San Francisco besitzt einen knapp 8 km langen Abschnitt an der Pazifikküste von Nordwest-Ecuador. Dieser umfasst das namengebende Kap "Cabo de San Francisco". Das Verwaltungsgebiet reicht etwa 14 km ins Landesinnere, wo es eine Höhe von 200 m erreicht. Das Areal wird über die Flüsse Río San Francisco und Río Bunche nach Südwesten zum Meer entwässert. Der Hauptort befindet sich 7 km nordwestlich vom Kantonshauptort Muisne. Die Straße Tonchigüe-Bunche führt unweit der Meeresküste durch das Verwaltungsgebiet und an Cabo San Francisco vorbei.
Die Parroquia Cabo San Francisco grenzt im Nordwesten an die Parroquias Quingue und Galera, im Nordosten und im Osten an die Parroquia Tonchigüe (Kanton Atacames) sowie im Süden an die Parroquia Muisne.

## Orte und Siedlungen
In der Parroquia gibt es neben dem Hauptort folgende Siedlungen:
Tongorachí, Pueblo Nuevo, Palma Junta, El Salto, Partidero, Nueva Unión, Tóngora, La Tablada, El Cabito, Partidero de
Ulloa, San Antonio de Chipa, Carmen de Matanval, La Chonta, El Puente, Crisanto, Bunche und Nuevo Muisne.

## Geschichte
Die Parroquia Cabo San Francisco wurde am 29. Mai 1861 gegründet und ist damit die älteste Parroquia im Kanton Muisne.